# Samiksha Jaiswal
Vous pouvez aider à l'améliorer ou bien discuter des problèmes sur sa page de discussion.
- Il ne cite pas suffisamment ses sources. Vous pouvez indiquer les passages à sourcer avec {{référence nécessaire}} ou {{Référence souhaitée}}, et inclure les références utiles en les liant aux notes de bas de page. (Marqué depuis avril 2024)
- Certaines informations devraient être mieux reliées aux sources mentionnées dans la bibliographie ou les liens externes. Améliorez sa vérifiabilité en les associant par des références. (Marqué depuis avril 2024)
- Son texte doit être wikifié : il ne correspond pas à la mise en forme Wikipédia (style, typographie, liens internes, liens entre les wikis, etc.). (Marqué depuis avril 2024)
- Sa typographie ne respecte pas les conventions de Wikipédia. Vous pouvez solliciter de l’aide de l’Atelier typographique. (Marqué depuis février 2025)

- Archive Wikiwix
- Bing
- Cairn
- DuckDuckGo
- E. Universalis
- Gallica
- Google
- G. Books
- G. News
- G. Scholar
- Persée
- Qwant
- (zh) Baidu
- (ru) Yandex
- (wd) trouver des œuvres sur Wikidata

Samiksha Jaiswal  est une actrice de télévision indienne connue pour son interprétation de Mehek[Quoi ?] dans la série éponyme.

## Carrière
Mehek a commencé sa carrière d'actrice en 2016, dans le premier rôle de la série Mehek, aux côtés de Karan Vohra. Elle y joue durant deux saisons, et interprète plusieurs variantes de son personnage dont sa sosie Vandana et Mehek dans sa seconde vie.
En 2019, soit une année après la fin de Mehek, Samiksha joue dans la série Bahu Begum, non plus comme protagoniste principale mais antagoniste. Au bout de 120 épisodes la série est interrompue sur un cliffhanger, et 5 ans plus tard, elle décroche de nouveau un rôle d'antagoniste dans Ram Bhavan. Notons tout de même que dans l'intervalle elle a joué un role dans Control Room, une série locale.

## Filmographie
| Année        | Titre        | Rôle                                 | Notes                  | Ref.  |
| ------------ | ------------ | ------------------------------------ | ---------------------- | ----- |
| 2016–2018    | Mehek        | Mehek Khanna (née Sharma)            | Double role principale | [ 1 ] |
| 2018         | Mehek        | Mehek Ahlawat (née Singh Mann)       | Double role principale | [ 2 ] |
| 2018         | Juzz Baat    | Elle-même                            | Apparition spéciale    | [ 3 ] |
| 2019–2020    | Bahu Begum   | Noor Hassan Qureshi/Begum Noor Mirza | Antagoniste principale | [ 4 ] |
| 2022         | Control Room | Sugandha Singh                       |                        | [ 5 ] |
| 2025–present | Ram Bhavan   | Gayatri Vajpayee                     | Antagoniste principale |       |